# Julio Bañuelos
Julio Bañuelos (Miranda de Ebro, España), 7 de diciembre de 1970), exfutbolista y entrenador español. Actualmente es segundo entrenador del AEK Larnaca de la Primera División de Chipre.

## Trayectoria como jugador
Como jugador, Julio Bañuelos ha vestido la camisetas del Club Deportivo Mirandés, Real Zaragoza B, CD Maspalomas,  UDA Gramanet y CF Balaguer, entre otros.

## Trayectoria como entrenador
Julio Bañuelos es un técnico formado en las categorías inferiores del Deportivo Alavés y durante la temporada 2006-20017 sería primer entrenador del equipo vitoriano durante dos meses y medio, tras acceder al puesto desde el banquillo del equipo filial, el Deportivo Alavés B, dimitiría tras la llegada de Dmitri Piterman.
Tras salir del Deportivo Alavés sería durante temporada y media entrenador del CD Mirandés con el que consiguió ascender de Tercera División a la Segunda División B y acabar en la posición decimotercera de la liga en la temporada 2009-10.
Al término de la temporada 2010-11 logra el ascenso a Segunda División B con el Burgos CF, pero su estancia al frente del banquillo en la categoría de bronce nacional sólo duraría siete jornadas ligueras del inicio de la temporada 2011-12 ya que la junta directiva de la entidad de la ribera del Arlanzón tomara la decisión de prescindir de sus servicios como entrenador de la primera plantilla.
En enero de 2013, Bañuelos se convierte en entrenador de la UE Olot para sustituir a Rodri, que se había marchado al Cádiz CF para ser el ayudante de Raül Agné. El técnico mantuvo el equipo con su buena dinámica y acabó campeón del Grupo 5 de Tercera División.
Más tarde, sería segundo entrenador de Thomas Christiansen en sus experiencias en Chipre en las filas de AEK Larnaca durante dos temporadas y una temporada en el APOEL de Nicosia.
Durante la temporada 2017-18, trabajaría junto a Thomas Christiansen en el Leeds United F. C. para intentar devolver al clásico conjunto inglés a la Premier League.
Durante la temporada 2018-10, forma parte del cuerpo técnico del seleccionador Luis Milla para dirigir a la selección de fútbol de Indonesia.
En junio de 2019, se hace oficial su incorporación al Persija Jakarta de la Liga 1 de Indonesia al que dirigiría durante 3 meses.
El 28 de diciembre de 2019, se incorpora como segundo entrenador del AEK Larnaca de la Primera División de Chipre. Sería segundo entrenador de Ilias Charalampous durante 7 partidos y más tarde, de su sucesor David Caneda Pérez.

## Clubs como entrenador
| Club                                              | País       | Año       |
| ------------------------------------------------- | ---------- | --------- |
| Deportivo Alavés B                                | España     | 2006      |
| Deportivo Alavés                                  | España     | 2006-2007 |
| Deportivo Alavés (2.º entrenador)                 | España     | 2008      |
| CD Mirandés                                       | España     | 2008-2010 |
| Burgos CF                                         | España     | 2011-2012 |
| UE Olot                                           | España     | 2013      |
| AEK Larnaca (2.º entrenador)                      | Chipre     | 2014-2016 |
| APOEL de Nicosia (2.º entrenador)                 | Chipre     | 2016-2017 |
| Leeds United F. C. (2.º entrenador)               | Inglaterra | 2017-2018 |
| Selección de fútbol de Indonesia (2.º entrenador) | Indonesia  | 2018-2019 |
| Persija Jakarta                                   | Indonesia  | 2019      |
| AEK Larnaca (2.º entrenador)                      | Chipre     | 2020-     |